# Representación gráfica
Una representación gráfica es una gráfica o topológica de una estructura matemática o conceptual de cierta complejidad. En una representación gráfica a cada entidades de la estructura se le asigna un objeto geométrico (punto, nodo, flecha, ...) y las relaciones entre objetos se presentan por medio de distancias geométricas, flechas u otras entidades gráficas.

## Ejemplos

### Gráfica de una función
- Una función matemática ordinaria {\displaystyle f:A\to B} donde {\displaystyle A,B\subset \mathbb {R} }, formalmente es un subconjunto {\displaystyle G_{f}\subset A\times B} que cumple estas especificaciones:

(a) {\displaystyle \forall a\in A\exists b\in B:(a,b)\in G_{f}\subset A\times B}
(b) {\displaystyle \forall a\in A:((a,b_{1})\in G_{f}\land (a,b_{2})\in G_{f})\Rightarrow b_{1}=b_{2}}
Es decir, para todo elemento {\displaystyle a\in A} existe un único elemento tal que {\displaystyle (a,b)\in G_{f}} o en notación más convencional {\displaystyle b=f(a)}. El subconjunto {\displaystyle G_{f}\subset A\times B} se denomina "grafo" de la función y puede representarse en el plano como la gráfica de una función.

### Teoría de grafos

Grafo dirigido etiquitado.

El conjunto de posibles estados de un sistema y los estados accesibles desde un estado dado pueden representarse por un grafo dirigido. Además algunos aspectos relacionados con flujos o especificidades de la transición de un estado a otro pueden represnetarse por un grafo dirigido etiquetado (ver figura).

### Álgebras de Lie simples
La clasificación de las álgebras de Lie simples se completó a principios del siglo XX, gracias a los esfuerzos de Wilhelm Killing y Élie Cartan, más tarde Eugene Dynkin ideó una representación gráfica muy útil que permitía entender la estructura interna de las todas álgebras de Lie simples posibles. Cada diagrama de Dynkin conexo presenta un álgebras de Lie simple, en esos diagramas los círculos representan las "raíces" del álgebra y las líneas las relaciones entre ellas.